# Tonino Vittigli
Antonio Vittigli (conocido como Tonino Vittigli; 17 de junio de 1964) es un deportista italiano que compitió en ciclismo en la modalidad de pista. Ganó una medalla de plata en el Campeonato Mundial de Ciclismo en Pista de 1989, en la prueba amateur de medio fondo.

## Medallero internacional
| Campeonato Mundial | Campeonato Mundial | Campeonato Mundial | Campeonato Mundial |
| Año                | Lugar              | Medalla            | Competición        |
| ------------------ | ------------------ | ------------------ | ------------------ |
| 1989               | Lyon (Francia)     | Medalla de plata   | Medio fondo (A)    |

## Palmarés
- 1988
  - 1.º en la Coppa Caivano
  - Vencedor de una etapa al Cinturón a Mallorca
- 1989
  - 1.º en la Coppa Caivano